# Druhá komise von der Leyenové
Druhá komise von der Leyenové je úřadující Evropská komise vedená Ursulou von der Leyenovou, kterou Evropská rada jmenovala 28. listopadu 2024 na období od 1. prosince 2024 do 31. října 2029. Skládá se z předsedkyně a jednoho komisaře z každého členského státu Evropské unie (kromě Německa, odkud pochází předsedkyně).
Evropský parlament schválil komisi 27. listopadu 51% většinou, což je nejmenší podpora od vzniku Evropské unie v roce 1993. Již v červenci 2025 čelila hlasování o nedůvěře. Pro nedůvěru hlasovalo 175 europoslanců, 360 bylo proti a 18 se zdrželo.

## Kolegium komisařů
| Úřad | Člen kolegia              | Strana                                       | Členský stát | Nástup do úřadu  | Odchod z úřadu |
| --- | ------------------------- | -------------------------------------------- | ------------ | ---------------- | -------------- |
| Předsedkyně Evropské komise                                                                                  | Ursula von der Leyenová   | Evropská lidová strana                       | Německo      | 1. prosince 2024 | úřadující      |
| Výkonná místopředsedkyně a komisařka pro čistou, spravedlivou a konkurenceschopnou transformaci              | Teresa Ribera             | Strana evropských socialistů                 | Španělsko    | 1. prosince 2024 | úřadující      |
| Výkonná místopředsedkyně a komisařka pro technologickou suverenitu, bezpečnost a demokracii                  | Henna Virkkunen           | Evropská lidová strana                       | Finsko       | 1. prosince 2024 | úřadující      |
| Výkonný místopředseda a komisař pro prosperitu a průmyslovou strategii                                       | Stéphane Séjourné         | nezávislý                                    | Francie      | 1. prosince 2024 | úřadující      |
| Místopředsedkyně a Vysoká představitelka pro zahraniční věci a bezpečnostní politiku                         | Kaja Kallasová            | Aliance liberálů a demokratů pro Evropu      | Estonsko     | 1. prosince 2024 | úřadující      |
| Výkonná místopředsedkyně a komisařka pro sociální práva a dovednosti, kvalitní pracovní místa a připravenost | Roxana Mînzatu            | Strana evropských socialistů                 | Rumunsko     | 1. prosince 2024 | úřadující      |
| Výkonný místopředseda a komisař pro soudržnost a reformy                                                     | Raffaele Fitto            | Strana evropských konzervativců a reformistů | Itálie       | 1. prosince 2024 | úřadující      |
| Komisař pro obchod a hospodářskou bezpečnost, interinstitucionální vztahy a transparentnost                  | Maroš Šefčovič            | Strana evropských socialistů (pozastaveno)   | Slovensko    | 1. prosince 2024 | úřadující      |
| Komisař pro hospodářství a produktivitu, provádění a zjednodušování                                          | Valdis Dombrovskis        | Evropská lidová strana                       | Lotyšsko     | 1. prosince 2024 | úřadující      |
| Komisařka pro středomoří                                                                                     | Dubravka Šuicová          | Evropská lidová strana                       | Chorvatsko   | 1. prosince 2024 | úřadující      |
| Komisař pro zdraví a dobré životní podmínky zvířat                                                           | Olivér Várhelyi           | nezávislý                                    | Maďarsko     | 1. prosince 2024 | úřadující      |
| Komisař pro klima, nulové čisté emise a čistý růst                                                           | Wopke Hoekstra            | Evropská lidová strana                       | Nizozemsko   | 1. prosince 2024 | úřadující      |
| Komisař pro obranu a vesmír                                                                                  | Andrius Kubilius          | Evropská lidová strana                       | Litva        | 1. prosince 2024 | úřadující      |
| Komisařka pro rozšíření EU                                                                                   | Marta Kosová              | nezávislá                                    | Slovinsko    | 1. prosince 2024 | úřadující      |
| Komisař pro mezinárodní partnerství                                                                          | Jozef Síkela              | nezávislý                                    | Česko        | 1. prosince 2024 | úřadující      |
| Komisař pro rybolov a oceány                                                                                 | Kostas Kadis              | nezávislý                                    | Kypr         | 1. prosince 2024 | úřadující      |
| Komisařka pro finanční služby, úspory a investice                                                            | Maria Luís Albuquerqueová | Evropská lidová strana                       | Portugalsko  | 1. prosince 2024 | úřadující      |
| Komisařka pro rovnost, připravenost a řešení krizí                                                           | Hadja Lahbibová           | Aliance liberálů a demokratů pro Evropu      | Belgie       | 1. prosince 2024 | úřadující      |
| Komisař pro vnitřní věci a migraci                                                                           | Magnus Brunner            | Evropská lidová strana                       | Rakousko     | 1. prosince 2024 | úřadující      |
| Komisařka pro životní prostředí, vodohospodářskou odolnost a konkurenceschopné oběhové hospodářství          | Jessika Roswall           | Evropská lidová strana                       | Švédsko      | 1. prosince 2024 | úřadující      |
| Komisař pro rozpočet, boj proti podvodům a veřejnou správu                                                   | Piotr Serafin             | Evropská lidová strana                       | Polsko       | 1. prosince 2024 | úřadující      |
| Komisař pro energetiku a bydlení                                                                             | Dan Jørgensen             | Strana evropských socialistů                 | Dánsko       | 1. prosince 2024 | úřadující      |
| Komisařka pro začínající podniky, výzkum a inovace                                                           | Ekaterina Zacharievová    | Evropská lidová strana                       | Bulharsko    | 1. prosince 2024 | úřadující      |
| Komisař pro demokracii, spravedlnost, právní stát a ochranu spotřebitele                                     | Michael McGrath           | Aliance liberálů a demokratů pro Evropu      | Irsko        | 1. prosince 2024 | úřadující      |
| Komisař pro udržitelnou dopravu a cestovní ruch                                                              | Apostolos Tzitzikostas    | Evropská lidová strana                       | Řecko        | 1. prosince 2024 | úřadující      |
| Komisař pro zemědělství a potraviny                                                                          | Christophe Hansen         | Evropská lidová strana                       | Lucembursko  | 1. prosince 2024 | úřadující      |
| Komisař pro mezigenerační spravedlnost, mládež, kulturu a sport                                              | Glenn Micallef            | Strana evropských socialistů                 | Malta        | 1. prosince 2024 | úřadující      |